# Šibenska biskupija
Šibenska biskupija je upravna jedinica (dijeceza) Katoličke crkve u Hrvatskoj. Uspostavljena je 1. svibnja 1298. bulom pape Bonifacija VIII., a za prvoga biskupa izabran je fra Martin Rabljanin. 
Bulom pape Lava XII. „Locum beati Petri” godine 1828. ukinute su, između ostalih, Skradinska i Trogirska biskupija. Čitav prostor Skradinske biskupije priključen je Šibenskoj biskupiji, a od Trogirske joj je biskupije priključen zagorski dio, te župa Marina na obali.
Sadašnja katedrala sv. Jakova u Šibeniku građena je od 1431. do 1536. godine, posvećena je 1555., a na čast bazilike podigao ju je 1895. papa Lav XIII. Najveći je arhitektonski spomenik renesanse u Hrvatskoj.
Zaštitnik biskupije je sveti Mihovil.

## Zemljopisni smještaj
Teritorij Šibenske biskupije većim dijelom obuhvaća područje Šibensko-kninske te manjim područje Splitsko-dalmatinske županije.

## Uprava
U crkvenopravnome pogledu Šibenska biskupija je sufragan (podložna biskupija) Splitsko-makarskoj nadbiskupiji tj. Splitskoj metropoliji .
Po teritorijalno-pastoralnom ustrojstvu Šibenska biskupija sastoji se od 9 Dekanata sa 74 župe:
- Šibenski (gradski) (14 župa)
- Drniški (11 župa)
- Kninski (4 župe)
- Ražinski (8 župa)
- Rogoznički (7 župa)
- Skradinski (9 župa)
- Tišnjanski (5 župa)
- Unešićki (8 župa)
- Vodički (8 župa)

U Šibenskoj biskupiji osim dijecezanskih (biskupijskih) svećenika, djeluju i redovnički svećenici franjevci i Spiritanci, misijska Družba Duha Svetoga. Od redovnica djeluju Sestre franjevke od Bezgrešne, Sestre milosrdnice, Sestre dominikanke, Sestre benediktinke, Sestre klanjateljice Krvi Kristove i Školske sestre franjevke.

## Poznati svećenici
- Sveti Nikola Tavelić
- Ante Antić

## Popis šibenskih biskupa
- Šibenska katedrala.Martin I. Rabljanin (1298. – 1319.)
- Grizogon Fanfogna (1320. – 1340.)
- Tolon (1340. – 1343.)
- Martin II. (1344. – 1346.)
- Bonifacije (1346. – 1357.)
- Matej Crnota (1358. – 1388.)
- Antun I. Barbarigo (1389. – 1394.)
- Antun II. de Ponte (1395. – 1402.)
- Bogdan Pulšić (1402. – 1436.)
- Juraj Šižgorić (1437. – 1454.)
- Urban Vignaco (1454. – 1468.)
- Luka I. Tolentić (1470. – 1491.)
- Franjo Querini (1491. – 1495.)
- Bartol Bonino (1496. – 1512.)
- Ivan I. Štafilić (1512. – 1528.)
- Ivan II. Stafilić (1528. – 1557.)
- Jeronim Savorgnan (1557. – 1573.)
- Luka II. Spignaroli (1574. – 1589.)
- Vicko I. Basso (1589. – 1597.)
- Vicko II. Arrigoni (1599. – 1626.)
- Ivan Pavao Savio (1626. – 1628.)
- Ivan I. Toma Mallonio (1628. – 1634.)
- Vjekoslav Marcello (1635. – 1653.)
- Božo Carridei (1654. – 1676.)
- Ivan II. Dominik Callegari (1676. – 1722.)
- Karlo Antun Donadoni (1723. – 1756.)
- Ivan III. Calebotta (1756. – 1759.)
- Jerolim Blaž Bonačić (1759. – 1762.)
- Ivan Petani (1766.)
- Nikola Divnić (1766. – 1783.)
- Lelij Cippico (1783.)
- Venancij Srećko Scotti (1784. – 1795.)
- Mihovil Matej Spalatin (1796. – 1807.)
- Sede vacante – prazna stolica (1807. – 1827.)
- Filip Dominik Borodini (1827. – 1838.)
- Vjekoslav Marija Pini[2] (1839. – 1844.)
- Ivan Berčić (1844. – 1855.)
- Petar Dujam Maupas (1855. – 1862.)
- Ivan Zaffron (1863. – 1872.)
- Antun Josip Fosco (1876. – 1894.)
- Dr. Mate Zannoni (1895. – 1903.)
- Dr. Vinko Pulišić (1904. – 1910.)
- Luka Pappafava (1912. – 1919.)
- Fra Jerolim Mileta (1922. – 1947.)
- Dr. Ćiril Banić (1951. – 1961.)
- Josip Arnerić (1961. – 1986.)
- Dr. Anton Tamarut (1986. – 1988.)
- Dr. Srećko Badurina (1988. – 1996.)
- Ante Ivas (1997. – 2016.)
- Tomislav Rogić (2016. – danas)

## Poznata svetišta
Jedno od svetišta nalazi se na otoku Visovcu, a posvećeno je Gospi Visovačkoj.

Drugo značajnije svetište nalazi se u Tisnom, a posvećeno je Gospi od Karavaja.
Treće značajno svetište nalazi se u Vrpolju, a posvećeno je Gospi Vrpoljačkoj.

## Poveznice
- Šibenska katedrala

## Vanjske poveznice
- Službene stranice